# XPOT
XPOT‏ (Exportin for tRNA) هوَ بروتين يُشَفر بواسطة جين XPOT في الإنسان.